# 黎光治
黎光治（越南语：／，1509年—1516年7月28日）是越南後黎朝第二位廢帝也是第十任和任期最短的皇帝，為黎襄翼帝弟穆懿王黎濴之子。
1516年，權臣鄭惟㦃弒襄翼帝，立黎光治為君。但他即位才三天，就因阮弘裕攻打東都，而被鄭惟岱劫持到西都。隨後鄭惟㦃在東都改立昭宗黎椅為帝。不久，鄭惟岱在西都殺害了黎光治。
| 黎光治          |                       |               |
| 前任： 黎襄翼帝 | 大越國皇帝 1516年     | 繼任： 黎昭宗 |
| 前任： 黎襄翼帝 | 越南後黎朝君主 1516年 | 繼任： 黎昭宗 |